# Live in Jessheim
Live in Jessheim è un album live della band black metal norvegese Mayhem pubblicato nel 2017 dalla Peaceville Records in edizione limitata di sole 1000 copie in vinile. È stato registrato a Jessheim in Norvegia, il 3 febbraio 1990.
Il live comprende alcune canzoni dall'EP Deathcrush del 1987 e alcune dall'album De Mysteriis Dom Sathanas che uscirà solo nel 1994. La qualità sonora è molto scarsa e simile a quella di un bootleg, con un costante ronzio in sottofondo. La formazione della band è quella "classica" con la presenza del cantante Dead (suicidatosi nel 1991) e del chitarrista Euronymous (assassinato nel 1993). Nella versione compact disc distribuita nel 2019 è incluso anche un DVD con immagini di qualità molto scadente relative all'esibizione. Nel booklet di 8 pagine sono inoltre presenti una prefazione di Bård Faust, interviste a Blackthorn, Tjodalv (membro fondatore dei Dimmu Borgir) e Nella, un amico della band che disegnò il celebre logo del gruppo.

## Descrizione

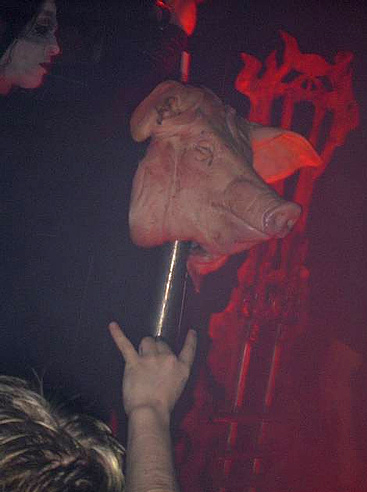
Le teste di maiale impalate sono da sempre un segno caratteristico dei concerti della band

Il concerto del 1990 dei Mayhem nella piccola cittadina di Jessheim, con il passare degli anni ha assunto lo status di leggenda nella storia della scena black metal scandinava. Fu in questa occasione che il gruppo sfoggiò sul palco vere teste di maiali impalate, che poi venivano lanciate sul pubblico. Inoltre, durante il concerto, Dead ruppe una bottiglia di Coca Cola in vetro e, come aveva promesso all'inizio dell'esibizione, per fomentare la tensione si procurò delle ferite agli avambracci sanguinando copiosamente sul palco. Al termine del concerto, il cantante svenne per l'ingente perdita di sangue e fu portato immediatamente all'ospedale, riuscendo tuttavia a sopravvivere. Lo stesso cantante, in un'intervista, descrisse i fatti:

## Copertina
La copertina dell'album è costituita da una fotografia del batterista Hellhammer che tiene in mano una copia in vinile dell'EP Deathcrush.

## Tracce
Lato A
1. Deathcrush - 3:54
2. Necrolust - 3:24
3. Funeral Fog - 6:18
4. Freezing Moon - 7:53

Lato B
1. Carnage - 5:08
2. Buried by Time and Dust - 5:37
3. Chainsaw Gutsfuck - 8:12
4. Pure Fucking Armageddon - 3:40

## DVDLive In Jessheim - Norway 03-02-1990
1. Deathcrush
2. Necrolust (Durante l'esecuzione di questa canzone avviene il lancio di teste di maiali tra il pubblico)
3. Funeral Fog
4. Freezing Moon
5. Carnage
6. Buried By Time and Dust
7. Chainsaw Gutsfuck (Durante l'esecuzione di questa canzone Dead si ferisce le braccia con una bottiglia di vetro rotta di Coca Cola e viene portato via dal palco)
8. Pure Fucking Armageddon

## Formazione
- Dead (Per Yngve Ohlin) - voce
- Euronymous (Øystein Aarseth) - chitarra
- Necrobutcher (Jørn Stubberud) - basso
- Hellhammer (Jan Axel Blomberg) - batteria